# فرولزورث
فرولزورث (به انگلیسی: Frolesworth) یک روستا و محله مدنی در بریتانیا است که در Harborough واقع شده‌است.